# Rewi Alley
Rewi Alley (chinesischer Name: 路易•艾黎,  Lùyì Àilí, geboren am 2. Dezember 1897 in Springfield, Canterbury; gestorben am 27. Dezember 1987 in Peking) war ein aus Neuseeland stammender  Schriftsteller, Pädagoge und politischer Aktivist. Er war Mitglied der Kommunistischen Partei Chinas und veröffentlichte über sechzig Bücher.

## Leben
Rewi Alley ist nach dem Māori Rewi Maniapoto benannt, der während der so genannten Neuseelandkriege in den 1860er Jahren Widerstand gegen die Briten geleistet hatte. 1916 trat Rewi Alley in die Armee ein und diente in Frankreich. Nach dem Krieg scheiterte er mit seiner Schafzucht. Im Jahr 1927 ging Rewi Alley nach Shanghai in China und wurde Feuerwehrmann. Er reiste durch China und half bei Unterstützungsmaßnahmen nach der Hungersnot von 1929. Im selben Jahr adoptierte er einen vierzehnjährigen chinesischen Jungen, Alan (段士谋). Später adoptierte er fünf weitere chinesische Kinder.
Nach einem kurzen Besuch in Neuseeland kehrte Rewi Alley nach China zurück und wurde 1932 Fabrikinspektor für den Stadtrat von Shanghai. Er lernte Chinesisch (zunächst den Dialekt von Shanghai, später Hochchinesisch und Klassisches Chinesisch) und lernte eine Reihe bekannter Ausländer kennen: George Hatem, Anna Louise Strong, Agnes Smedley, Edgar Snow und Ruth Weiss. Nach der Invasion der japanischen Armee 1937 begann Rewi Alley, Kooperativen aufzubauen und auch im Ausland Geld zur Unterstützung dieses Projekts zu sammeln, und gründete eine Schule in Shandan.
Eines seiner ersten bekannten Werke von Rewi Alley, Yo Banfa!, wurde auf der Asiatisch-Pazifischen Friedenskonferenz von 1952 in Peking verteilt. 1953 übersiedelte er nach Peking. Er übersetzte zahlreiche Werke aus dem Chinesischen und unternahm Vortragsreisen ins Ausland. 1980 gründete er in Peking die Bailie-Berufsschule (Péilí zhíyè dàxué 培黎职业大学), benannt nach dem Missionar Joseph Bailie (Péi Yìlǐ 裴义理, 1860–1935). Die von Rewi Alley initiierte Kooperativenbewegung Indusco bzw. Gung-ho (chinesisch Gōng-hé 工业合, von Gōngyè hézuòshè zǔzhī 工业合作社组织, „Organisation für Industrie-Kooperativen“), die 1952 im Zuge der Kollektivierung aufgelöst worden war, wurde kurz vor seinem Tod 1987 wiederbelebt.
In den letzten dreißig Jahren seines Lebens lebte er in einer Wohnung im Gebäude der ehemaligen italienischen Gesandtschaft in Peking; im selben Gebäude lebte u. a. Anna Louise Strong. Es ist heute ein Museum.

## Werke

### Lyrik
- Peace Through the Ages, Translations from the Poets of China, 1954
- The People Speak Out: Translations Of Poems And Songs Of The People Of China, 1954
- Fragments of Living Peking and Other Poems, 1955
- The Mistake, 1956
- Beyond the Withered Oak Ten Thousand Saplings Grow, 1957
- Human China, 1957
- Journey to Outer Mongolia: A Diary with Poems, 1957
- The People Sing, 1958
- Poems of Protest, 1968
- Over China’s Hills of Blue: Unpublished Poems and New Poems, 1974
- Today and Tomorrow, 1975
- Snow over the Pines, 1977
- The Freshening Breeze, 1977
- Folk Poems from China’s Minorities, 1982
- Bai Juyi, 1983
- Light and Shadow along a Great Road – An Anthology of Modern Chinese Poetry, 1984; ISBN 0-8351-1516-X
- In Southeast Asia Today, the United States, Vietnam, China
- Upsurge, Asia and the Pacific
- What Is Sin?
- Who Is the Enemy
- Winds of Change

### Prosa und Sachbücher
- A Highway, and an Old Chinese Doctor: A Story of Travel through Unoccupied China during the War of Resistance, and Some Notes on Chinese Medicine
- Gung Ho, 1948
- Leaves from a Sandan Notebook, 1950
- Yo Banfa! (We Have a Way!), 1952
- The People Have Strength, 1954/1957
- Buffalo Boys of Viet-Nam, 1956
- Land of the Morning Calm: A Diary of Summer Days in Korea, 1956
- Man Against Flood – A Story of the 1954 Flood on the Yangtse and of the Reconstruction That Followed It, 1956
- Spring in Vietnam. A Diary of a Journey, 1956
- Children of the Dawn, Stories of Asian Peasant Children, 1957
- Peking Opera: An Introduction Through Pictures by Eva Siao and Text by Rewi Alley, 1957; deutsche Übersetzung (von Ruth Weiss): Die Peking-Oper
- Stories out of China, 1958
- Sandan: An Adventure in Creative Education, 1959; Reprint ISBN 99912-0-016-9
- China’s Hinterland – in the Great Leap Forward, 1961
- Land and Folk in Kiangsi – a Chinese Province in 1961, 1962
- Amongst Hills and Streams of Hunan, 1963
- Our Seven – Their Five – A Fragment from the Story of Gung Ho, 1963
- For the Children of the Whole World, 1966
- Chinese Children, 1972
- Taiwan: A Background Study, 1972/1976
- Prisoners: Shanghai 1936, 1973
- The Rebels, 1973
- Travels in China: 1966–71, 1973
- Refugees from Viet Nam in China, 1980
- Six Americans in China, 1985
- At 90: Memoirs of my China Years, 1986
- Rewi Alley, An Autobiography, 1987, ISBN 0-477-01350-3 (Neuauflage des Buches von 1986)
- Fruition: The Story of George Alwin Hogg
- The Influence of the Thought of Mao Tse-tung

## Ehrung
Die Kommunistischen Partei Chinas würdigte ihn als Alten Freund des chinesischen Volkes.